# 小宝島

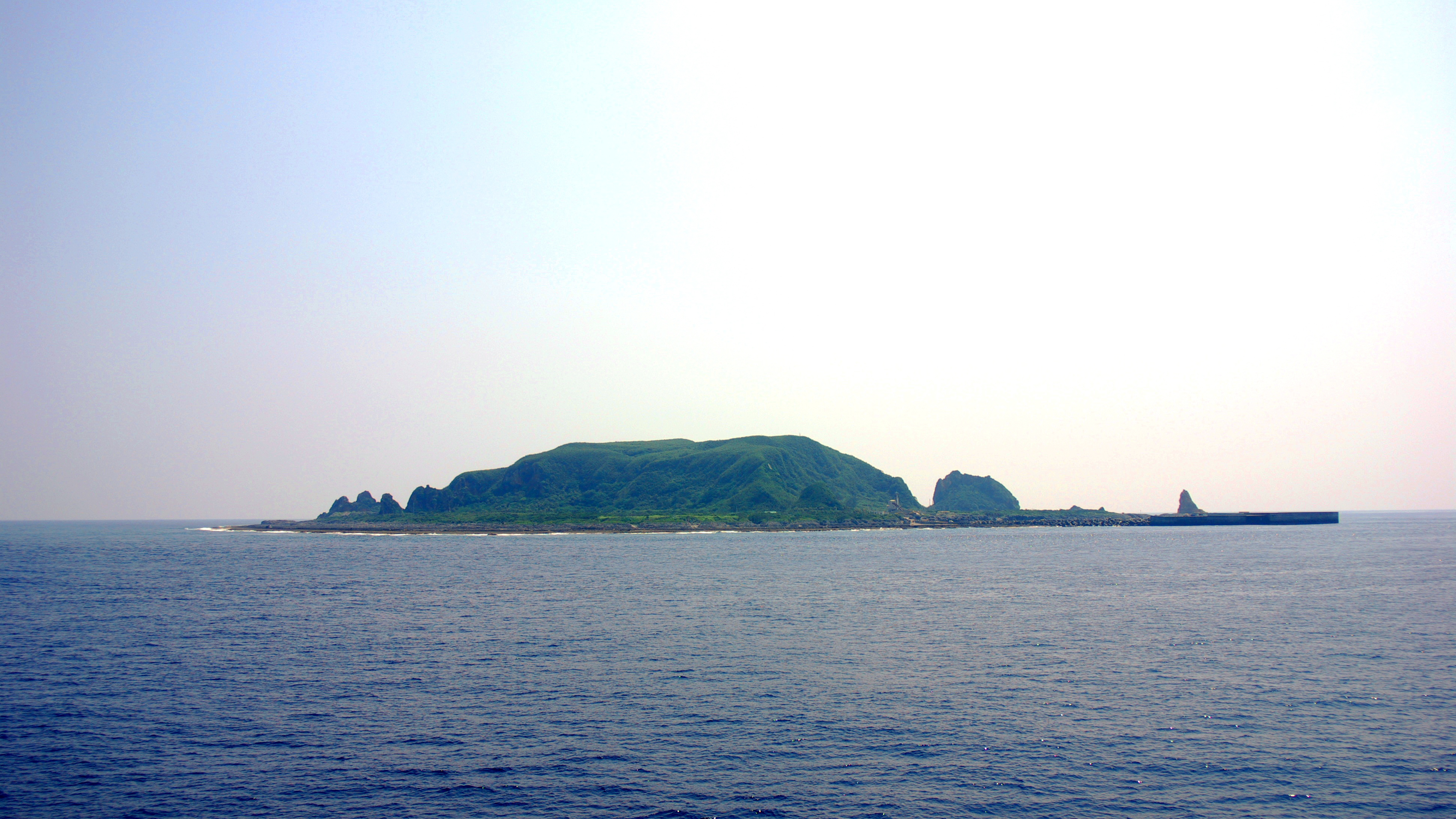
小宝島全景

小宝島（こだからじま）は、トカラ列島に浮かぶ島である。人口は53人、世帯数は32世帯（2018年3月31日現在）。
地名（行政区画）としての小宝島は鹿児島県鹿児島郡十島村の大字であり、小宝島の全域がそれに該当する。郵便番号は891-5205。

## 概要
- 人口 - 53人（2018年3月31日現在）[1]
- 面積 - 1.00km2
- 周囲 - 4.74km
- 経緯 - 北緯29度13分、東経129度19分
- 気候 - 亜熱帯（5月〜9月までに多く雨が降る）
- その他 - 宝島とともにトカラハブが生息しており、日本国内でハブ類が生息する最北端でもある[2]。

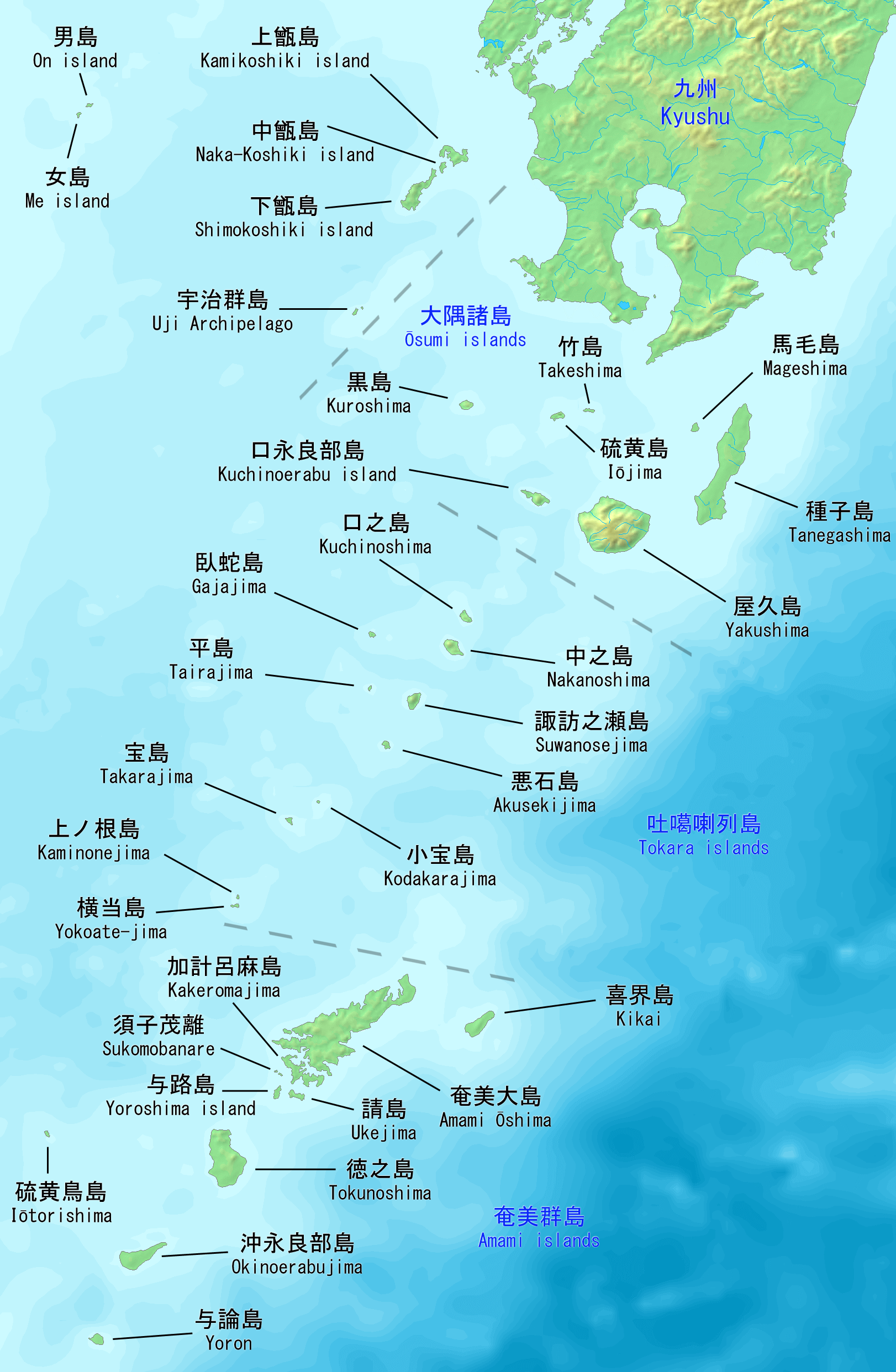
トカラ列島（薩南諸島、中部）

## 地質
島は外側（海側）から、完新世に隆起したサンゴ礁堆積物、中新世に形成された強-弱溶結した層厚数10mの火砕流堆積物、頂部は10m程度の礁石灰岩が火砕流堆積物を覆い、標高50m以下に分布する琉球石灰岩に対比されている。
島北東部で自噴する湯泊温泉は源泉温度90℃以上と高く、地化学温度計での熱水貯留層内の温度は250℃～300℃とかなりの高い温度であると推定され、小宝島地下に潜在円頂丘の存在が示唆される。また、完新世に隆起した琉球石灰岩は、この潜在円頂丘を形成したマグマ貫入に起因すると推定される。小宝島の南西約2kmの海底及び北東約2kmの海底では、火口状の凹地から噴気（熱水）活動が確認されており、南西の海底では噴出源の深さ147mから海面近くまでガスプルームが追跡されている。これらの事から、小宝島周辺海域に海底火山の活火山が存在していると推定される。

## 施設
教育
- 十島村立小宝島学園

温泉
- 小宝島温泉
- 湯泊温泉

郵便局
- 小宝島簡易郵便局